# Датч-хаус
Датч-хаус (англ. Dutch house), также нидерландский хаус, голландский хаус или дёрти-датч (англ. dirty Dutch) — стиль электронной музыки, появившийся в конце 80-х годов на первых порах европейского движения в хаусе. Также, как и андерграунд-стиль «габбер», возникший в еврейской общине Роттердама в примерно то же время (1988-89), нидерландская вариация хауса заимствует многие элементы из техно (например, наличие «жёстких» ударных большой и малой бочек), поочерёдно смешав их с популярными поджанрами хауса того времени: эйсид-хаус, фанки-хаус и kraut.
До конца 2000-х стиль игрался преимущественно в андеграундных клубах Нидерландов, и был известен очень узкому кругу слушателей, хотя некоторые выдающиеся нидерландские диджеи начала нулевых (Tiësto, Armin Van Buuren) использовали элементы датч-хауса ещё в самые ранние годы расцвета электро-хауса. Но в 2008 году, за счёт нарастающей популярности последнего, новое поколение молодых диджеев разработали свою вариацию нидерландского хауса, назвав её «dirty Dutch» (то есть «„грязный“ Нидерландский»). Это — Федде Ле Гранд, Афроджек, Hardwell, Chuckie, R3hab, Sidney Samson и другие исполнители. К 2009 году дёрти-датч набрал популярность на мировой сцене и выделился в один из ведущих поджанров электро-хауса. Позже от него возникли такие ответвления как мумбатон и Мельбурн-баунс.

## Характеристика
Несмотря на незаурядность звучания, современный датч-хаус является довольно сложным в плане своего строения. Как и в электро-теке, применяется фильтр side-chain для средних и высоких частот (но не низких), причём из-за ломанного такта ударных, размер постоянно переходит от 4-х до 8-ми колебаний по прямой бочке. Отдельная конфигурация касается низких частот (басов), которые смещаются по синкопе на 1 или 2 доли, и тем самым придают главной бочке «хвост» из басовой подкладки, причём почти всегда на одну октаву ниже ключевой. Далее на «хвост» накладывается фильтр-компрессор, чтобы не задевать другие ударные в их ломанном такте, и только после этого производится мастеринг. По сути, техника очень похожа на басы из биг-рум-хауса, за тем лишь исключением, что в последнем на «хвост» не применяется компрессия, а он просто обрубается звуковым порогом.
Верхним же частотам после настройки придают сильной окраски, например с помощью реверберации, стараясь как можно дальше отодвинуть задержку первой партии звучания. Преимущественно используются цифровые VST синтезаторы Lennar Sylenth1 Digital и Native Instruments Massive, способные безупречно воспроизвести аналоговую технику портаменто, которая при реверберации в их тонах превращается в целую разновидность «сгиба» нот, тем самым похожего на звучание дрели или бормашины. Темп, как и в электро-хаусе, сохраняется от 124 до 132 ударов в минуту (в зависимости от композиции).